# Fontain (Fontain)
Fontain ist eine Ortschaft und eine ehemalige französische Gemeinde mit zuletzt 1.016 Einwohnern (Stand 2016) im Département Doubs in der Region Bourgogne-Franche-Comté. Sie gehörte zum Arrondissement Besançon und zum Kanton Besançon-5.
Mit Wirkung vom 1. Januar 2019 wurden die früheren Gemeinden Fontain und Arguel zur namensgleichen Commune nouvelle Fontain zusammengeschlossen. Den ehemaligen Gemeinden wurde in der neuen Gemeinde der Status einer Commune déléguée nicht zuerkannt. Der Verwaltungssitz befindet sich im Ort Fontain.

## Lage
Nachbarorte sind Beure im Nordwesten, Besançon im Norden, Morre im Nordosten, La Vèze im Osten, Les Monts-Ronds im Südosten, Montrond-le-Château im Süden und Arguel im Südwesten.

## Geschichte
Das Gemeindegebiet von Fontain war schon sehr früh besiedelt. Als früheste Zeugnisse gelten eisenzeitliche Tumuli. Auf die gallorömischen Zeit weisen Münz- und Ziegelfunde hin.
Erstmals urkundlich erwähnt wird Fontain im Jahr 1265 unter dem Namen Fontens. Im Lauf der Zeit entwickelte sich die Schreibweise über Fontain (1317), Fontanis und Fontaine (1403) zum heutigen Namen. Seit dem Mittelalter gehörte Fontain zur Herrschaft Arguel, die unter der Oberhoheit des Hauses Chalon stand. Zusammen mit der Franche-Comté gelangte das Dorf mit dem Frieden von Nimwegen 1678 an Frankreich.

## Bevölkerung
| Bevölkerungsentwicklung | Bevölkerungsentwicklung |
| Jahr                    | Einwohner               |
| ----------------------- | ----------------------- |
| 1962                    | 320                     |
| 1968                    | 325                     |
| 1975                    | 475                     |
| 1982                    | 647                     |
| 1990                    | 721                     |
| 1999                    | 792                     |
| 2005                    | 865                     |

Nachdem die Einwohnerzahl in der ersten Hälfte des 20. Jahrhunderts deutlich abgenommen hatte (1881 wurden noch 570 Personen gezählt), wurde seit Beginn der 1970er Jahre wieder ein markantes Bevölkerungswachstum verzeichnet.